# Період Саньґо
Період Трицарства або Період Саньґо́ (кит. трад. 三國, спр. 三国, піньїнь: Sānguó, акад. Саньґо) — період в історії Китаю. Охоплює час з 220 по 280 роки. Початком періоду вважається знищення династії Хань в 220 році. Деякі історики датують початок періоду повстанням жовтих пов'язок 184 року, яке пришвидшило її занепад. Кульмінацією періоду є 229 рік, коли на території Китаю утворилися три незалежні держави-імперії: Вей, Шу та У. Кінець періоду пов'язується із ліквідацією династії У новоствореною династією Цзінь, яка об'єднала розрізнені китайські держави. Опису періоду присвячена китайська історико-біографічна хроніка «Історія трьох держав» (290) та літературний твір «Роман трьох держав» (14 століття).